# Jesper Tolinsson
Jesper Mikael Tolinsson (Göteborg, 28 februari 2003) is een Zweeds voetballer die onder contract ligt bij IFK Göteborg. In de zomer van 2021 zal hij overstappen naar Lommel SK. Tolinsson is een verdediger.

## Clubcarrière
Tolinsson genoot zijn jeugdopleiding bij Tuve IF en IFK Göteborg. Op 7 maart 2020 maakte hij zijn officiële debuut in het eerste elftal van deze laatste club tijdens de bekerwedstrijd tegen IK Sirius FK. Op 18 juni 2020 debuteerde hij tegen Varbergs BoIS in de Allsvenskan. Na acht wedstrijden in het eerste elftal legde de Belgische tweedeklasser Lommel SK hem eind oktober 2020 voor vijf seizoenen vast, dit contract ging weliswaar pas in in de zomer van 2021.

## Clubstatistieken
| Seizoen         | Club            | Land            | Competitie      | Competitie | Competitie | Beker | Beker | Internat. | Internat. | Totaal | Totaal |
| Seizoen         | Club            | Land            | Competitie      | Wed.       | Dlp.       | Wed.  | Dlp.  | Wed.      | Dlp.      | Wed.   | Dlp.   |
| --------------- | --------------- | --------------- | --------------- | ---------- | ---------- | ----- | ----- | --------- | --------- | ------ | ------ |
| 2020            | IFK Göteborg    | Vlag van Zweden | Allsvenskan     | 8          | 0          | 3     | 0     | 0         | 0         | 11     | 0      |
| 2021            | IFK Göteborg    | Vlag van Zweden | Allsvenskan     | 8          | 0          | 1     | 0     | —         | —         | 9      | 0      |
| 2021/22         | Lommel SK       | Vlag van België | Eerste klasse B | 14         | 0          | 2     | 0     | —         | —         | 16     | 0      |
| Carrière totaal | Carrière totaal | Carrière totaal | Carrière totaal | 30         | 0          | 6     | 0     | 0         | 0         | 36     | 0      |

Bijgewerkt op 7 februari 2022.
1 Ivezić ·
2 Aguilar ·
4 Wuytens ·
5 Wouters ·
6 Pelupessy ·
7 Mununga ·
8 Kébé ·
9 van Duiven ·
10 Vetokele ·
11 Santos ·
13 Banguera ·
14 Tolinsson ·
15 Schoofs  ·
17 Montaño ·
18 McGrath ·
20 Siri ·
23 Pieklak ·
27 Lalic ·
31 Vercauteren ·
34 Oware ·
38 Amankwah ·
44 Titi ·
56 Lama ·
57 Kujovic ·
64 Letsosa ·
66 Franssen ·
77 Tewelde ·
79 De Grand ·
80 Stevanovic ·
98 Salah ·
99 Weckmann ·
Ohaka ·
Coach: Van der Veen